# Console central

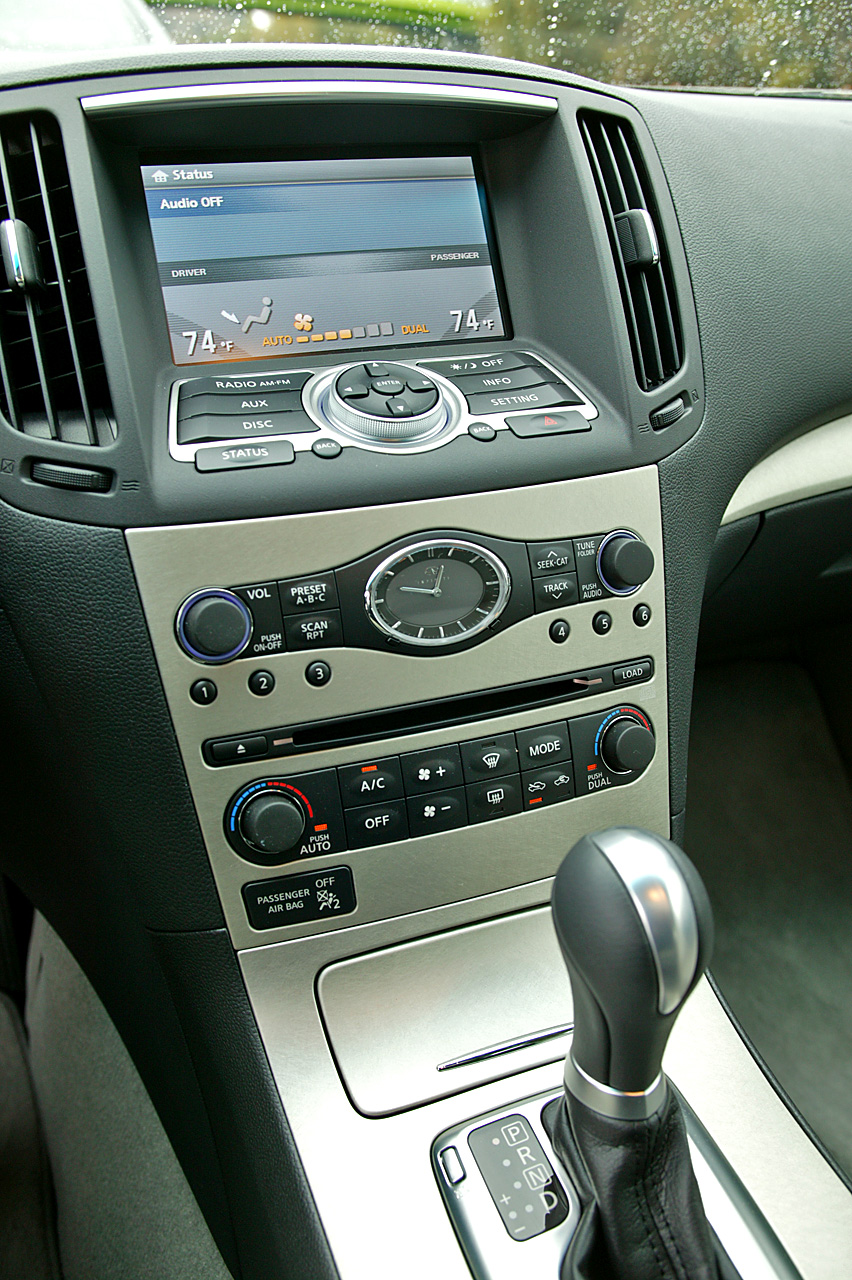
Console central de um automóvel.

Um console central é uma superfície de controle no centro da frente do interior de um veículo, começando na altura do painel de bordo e terminando nos locais onde ficam as transmissões do veículo. No console central costumam-se encontrar ítens como som automotivo, controles de ar-condicionado ou centrais multimídia.